# Municipio de Totolapan
El municipio de Totolapan es uno de los 36 municipios que conforman el estado de Morelos, en México. Se ubica al norte de la entidad, y su cabecera es la población de Totolapan.

## Toponimia
El término Totolapan se deriva de los vocablos totoltli ("ave"), atl ("agua") y pan ("sobre", "encima"), lo que en conjunto quiere decir "sobre agua, gallaretas". Como se puede observar, en el escudo se ejemplifican los dos elementos de su toponimia: las gallinas o aves sobre el agua.

## Historia
Se dice que fueron los chichimecas quienes llegaron en busca de tierras, y llamaron a dicho pueblo Totolapan.
Los pobladores de Totolapan fueron dominados por los xochimilcas y posteriormente por Moctezuma, a quien tributaban y servían en las guerras, para las cuales proveían de armas.
Durante la conquista, cuando se preparaba el sitio de Tenochtitlan, Cortés envió a Gonzalo de Sandoval a Oaxtepec y, en su paso, tomó Totolapan.
Después de la conquista, las tierras de encomienda fueron concedidas al señor Diego Olguín, pero al crearse el marquesado del valle de Oaxaca, fueron anexadas a este.
Los agustinos se establecieron en el municipio en 1536. La iglesia del convento se dedicó a San Guillermo y se finalizó en 1545.
El convento de Totolapan es uno de los más antiguos en México.

## Geografía

### Ubicación
El municipio de Totolapan se localiza en la región norte de Morelos, llamada también "Los altos de Morelos", en las coordenadas geográficas 18° 58' de latitud norte y 98° 55' de longitud oeste, a una altitud de 1,901 m s. n. m.

### Extensión
Totolapan tiene una extensión territorial de 67.798 km², que ocupan el 1.37 % del estado de Morelos.

### Municipios colindantes
Totolapan colinda con los siguientes municipios:
- Atlatlahucan
- Tlayacapan
- Tlalnepantla

Además colinda al norte con el Estado de México.

## Demografía

### Localidades
En el censo de 2020 el municipio de Totolapan contaba con 29 localidades.
| Código INEGI    | Localidad                  | Población (2020) |
| --------------- | -------------------------- | ---------------- |
| 170270001       | Totolapan                  | 6 798            |
| 170270005       | Nepopualco                 | 2 673            |
| 170270002       | Asunción Ahuatlán          | 773              |
| 170270003       | La Cañada                  | 636              |
| 170270006       | Villa Nicolás Zapata       | 399              |
| 170270004       | El Fuerte                  | 365              |
| 170270007       | Tepetlixpita               | 297              |
| 170270024       | Entrada a la ESCA          | 197              |
| 170270035       | Ampliación la Purísima     | 162              |
| 170270021       | Barrio San Marcos          | 116              |
| 170270025       | El Llanito                 | 68               |
| 170270014       | El Jagüey de las Marzanas  | 53               |
| 170270012       | El Crucero de Nepopualco   | 44               |
| 170270030       | Hacienda San Diego Huixtla | 44               |
| 170270028       | Rancho Temecatitla         | 19               |
| 170270010       | Palestina                  | 17               |
| 170270029       | Axalco                     | 16               |
| 170270017       | El Huejote                 | 14               |
| 170270009       | Paraíso del Conquistador   | 11               |
| 170270019       | Rancho los Durmientes      | 11               |
| 170270020       | Zacatepec                  | 11               |
| 170270022       | Rancho el Moral            | 11               |
| 170270018       | Rancho las Marzanas        | 4                |
| 170270013       | Colinas del Paraíso        | 3                |
| 170270032       | El Chilar                  | 3                |
| 170270033       | Rancho la Aurora           | 2                |
| 170270016       | Rancho Buenavista          | 1                |
| 170270026       | El Magueyal                | 1                |
| 170270037       | El Entronque a Nepopualco  | 1                |
| Total municipal | Total municipal            | 12 750           |

## Fiestas populares
Día de muertos, Bandas o estudiantinas completas recorren el pueblo visitando las ofrendas de diversos domicilios, donde, tras interpretar un tema característico de la región reciben parte de la ofrenda y otro tipo de alimentos y bebidas. 
Por estas fiestas, en su mayoría religiosas, Totolapan recibe muchos visitantes, que por lo general son de la Ciudad de México y del Estado de México. Por lo demás, ha estado resaltando la gran calidad que muestran sus habitantes para estudiar instrumentos musicales, especialmente de viento, costumbre que se ha vuelto tradición familiar.